# خالد المعولي
خالد المعولي (2 مارس 1975 -) هو سياسي عماني، وأول رئيس مجلس شورى عماني منتخب.

## حياته ونشأته
الشيخ خالد بن هلال بن ناصر المعولي ينتسب إلى معولة بن شمس بن عمرو بن غنم بن غالب بن عثمان بن نصر بن زهران بن كعب بن الحارث بن كعب بن عبد الله بن مالك بن نصر بن الأزدي ولد في 02 مارس 1975
- دبلوم دراسات عليا جامعة أركنساس في الولايات المتحدة 1996
- باكلوريوس في نظم المعلومات الإدارية من جامعة أركنساس سنة 1997
- متحصل على ماجستير في علوم الإدارة والانضمة من جامعة شيفيلد بالمملكة المتحدة سنة 2001

## مسيرته
فاز خالد بن هلال بن ناصر المعولى برئاسة مجلس الشورى في سلطنة عُمان للفترة السابعة (2011- 2015) من بين تسعة مرشحين، بحصوله على 50 صوتا محققا الأغلبية المطلقة، وذلك في الجولة الثانية وبفارق 7 أصوات عن أقرب منافسيه. وأصبح المعولى أول رئيس منتخب لمجلس الشورى وسادس رئيس في تاريخ المجلس منذ تأسيس المجلس الاستشارى للدولة عام1982
وهو ممثل ولاية وادى المعاول وحاصل على ماجستير العلوم في إدارة الأنظمة والاستشارة من جامعة شيفيلدهالام بالمملكة المتحدة عام 2000. كما فاز سالم بن على بن سالم الكعبى ممثل ولاية محضة بمنصب النائب الأول للرئيس، فيما فاز عبد الله بن خليفة ابن خميس المجعلى ممثل ولاية مصيرة بمنصب النائب الثاني.
في الانتخابات الداخلية للمجلس التي جرت بمقر المجلس. من جهة أخرى اكتملت الاستعدادات في سلطنة عُمان تمهيدا للانعقاد السنوي لمجلس عُمان والذي عقد تحت رعاية السلطان قابوس بن سعيد سلطان عُمان، حيث ألقى فيها كلمة مهمة حول كافة المستجدات والقضايا المهمة المطروحة على الساحة الوطنية العمانية على ضوء نتائج تنفيذ خطط وبرامج إستراتيجية التنمية الشاملة والمستدامة في السلطنة، كما يستعرض في كلمته أبعاد توجهات السياسة الخارجية.
- المدير العام لبنى التطوير السياحي في دبي القابضة.